# Convecção forçada
Convecção forçada é um mecanismo ou tipo de transporte de calor no qual o movimento do fluido é gerado por uma fonte externa (como uma bomba, ventilador, dispositivo de sucção, etc.). Deve ser considerada como um dos principais métodos de transferência de calor útil como quantidades significativas de energia térmica calor podem ser transportadas de forma muito eficiente e este mecanismo é muito comumente encontrado na vida cotidiana, incluindo aquecimento central, ar condicionado, turbinas a vapor e em muitas outras máquinas. Convecção forçada é freqüentemente encontrada por engenheiros projetando ou analisando trocadores de calor, fluxos em tubulações, o fluxo sobre uma placa apresentando uma diferença de temperatura com o fluxo (no caso de uma asa de ônibus espacial durante a sua reentrada, por exemplo). No entanto, em qualquer situação de convecção forçada, uma certa quantidade de convecção natural está sempre presente, sempre que houver forças G presentes (ou seja, menos que o sistema está em queda livre). Quando a convecção natural não é desprezível, esses fluxos são geralmente referidos como convecção mista.
Quando analisa-se convecção potencialmente mista, um parâmetro denominado número de Arquimedes (Ar) parametriza a força relativa da convecção livre e forçada. O número de Arquimedes é a razão entre o número de Grashof e o quadrado do número de Reynolds, que representa a razão da força empuxo e força de inércia, e que determina a contribuição da convecção natural. Quando a Ar >> 1, a convecção  natural domina, e quando Ar << 1, o domínio é da convecção forçada.
{\displaystyle Ar={\frac {Gr}{Re^{2}}}} 
Quando a convecção natural não é um fator significativo, a análise matemática com teorias de convecção forçada normalmente produz resultados precisos. O parâmetro de importância na convecção forçada é o número de Peclet, que é a razão de advecção (movimento por correntes) e difusão (movimento de alta a baixas concentrações) de calor.
{\displaystyle Pe={\frac {UL}{\alpha }}}
Quando o número de Peclet é muito maior do que a unidade (1), domina a advecção difusão. Similarmente, as razões muito menores indicam uma maior taxa de difusão em relação a advecção.